# Operacja „Koza”
Operacja Koza – polski film fabularny z 1999 roku w reżyserii Konrada Szołajskiego. Zdjęcia kręcono w Warszawie (m.in. gmach WAT-u) od 15 kwietnia do 6 czerwca 1999.

## Opis fabuły
Fabuła przedstawia historię agentki wywiadu KGB, której zadaniem jest zdobycie przełomowego wynalazku polskiego uczonego.
Naukowiec Adam Horn (Olaf Lubaszenko) pracuje nad preparatem mającym umożliwić zamianę osobowości dwojga ludzi. Sporządzoną przez niego miksturę ma wykraść agentka KGB Wiera Tichonowa (Ewa Gawryluk). Pewnej nocy dziewczyna, podszywając się pod studentkę, odwiedza laboratorium naukowca, który udoskonala wynalazek. Walory osobiste Wiery wpływają na Adama i między parą dochodzi do zbliżenia. W tym czasie katalizator Horna zaczyna działać. Przez zbieg okoliczności dochodzi do zamiany osobowości ich obojga.

## Obsada
- Olaf Lubaszenko – Adam Horn
- Ewa Gawryluk – Wiera Tichonowa
- Krzysztof Kowalewski – pułkownik UOPu Krępski
- Stanisława Celińska – pułkownikowa Krępska
- Edyta Jungowska – Anna Krępska
- Paweł Burczyk – Jurij
- Paweł Iwanicki – Grigorij
- Szymon Bobrowski – Henryk
- Sławomir Orzechowski – Molenda
- Adam Ferency – profesor Rozwaniec
- Andrzej Zaborski – dziekan
- Artur Barciś – dyrektor departamentu ds. ceremoniału w randze zastępcy podsekretarza stanu
- Rafał Mohr
- Wsiewołod Szyłowski – generał KGB
- Hanna Stankówna – profesor Nadieżda Gurgenidze
- Aleksandra Konieczna – ginekolog
- Leon Charewicz – docent Szeski
- Barbara Kałużna – tłumaczka Jimmy’ego
- Jeremi Jemiołowicz – Jimmy, ekspert z NATO
- Jarosław Gruda – pomocnik grabarza
- Tomasz Sapryk – grabarz
- Kinga Ilgner – fryzjerka Sylwia
- Witold Wieliński – pielęgniarz w szpitalu psychiatrycznym
- Paweł Szczesny – pielęgniarz w szpitalu psychiatrycznym